# نصب المقاتل العراقي
نصب المقاتل العراقي هو نصب يَقع في منطقة باب المعظم في بغداد، ويجسد هذا النصب بطولة وتضحية الجندي العراقي الذي دافع عن عزة وكرامة الوطن.
بني وشيد من قبل هيئة التصنيع العسكري التابعة لوزارة الدفاع في نهاية حرب الخليج الأولى، وهو يرمز للانتصار العراقي، وامر بانشائه الرئيس العراقي صدام حسين.

## إزالة النصب
في عام 2009 وبسبب مشروع إنشاء نفق مروري في منطقة باب المعظم قررت دائرة أمانة بغداد رَفع نَصب ساحة المقاتل العراقي مؤقتاً، والواقع قرب مبنى وزارة الدفاع القديم، ونَقلته إلى مخازنها للاحتفاظ به لحين اختيار مكان مُناسب لإعادة تنصيبه بالتنسيق مع وزارة الثقافة. ولقد أعادت وزارة الدفاع في عام 2010 نَصب المقاتل العراقي إلى موقعه.